# Tropidolaemus wagleri
Espèce
Synonymes
- Cophias wagleri Boie, 1827

Statut de conservation UICN

 LC  : Préoccupation mineure
Tropidolaemus wagleri, aussi appelé crotale de Wagler ou crotale du temple, est une espèce de serpents de la famille des Viperidae.

## Répartition
Cette espèce se rencontre :
- dans le sud de la Thaïlande dans les provinces de Phang Nga, de Pattani, de Surat Thani, de Nakhon Si Thammarat, de Narathiwat et de Yala ;
- en Malaisie occidentale (Temple aux Serpents)
- à Singapour ;
- en Indonésie dans les îles de Sumatra, de Bangka, de Nias, et dans les îles Mentawai, dans les îles Natuna et dans les Riau ;

Sa présence est incertaine au Viêt Nam.

## Description

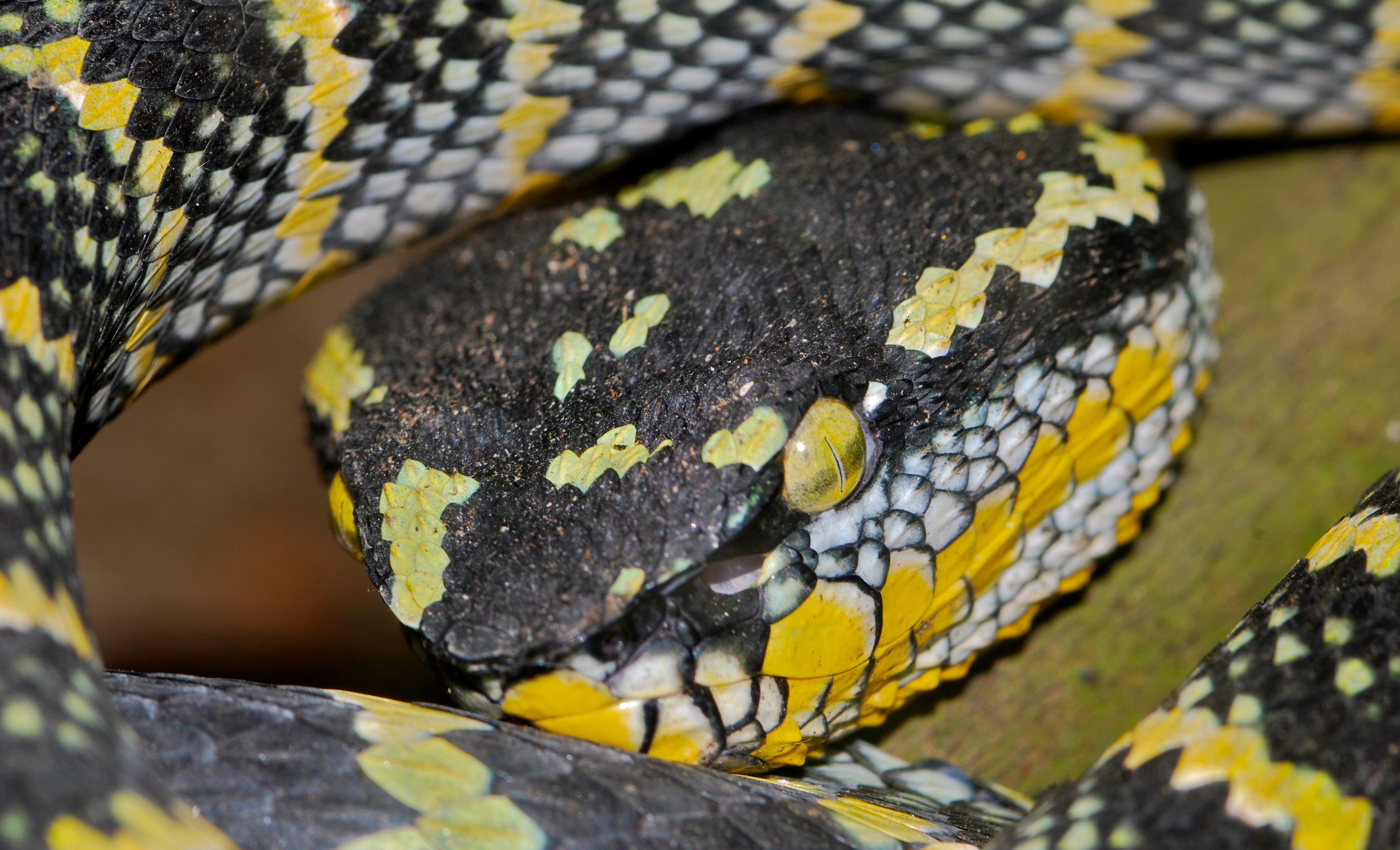
Détail de la tête

C'est un serpent venimeux. Il mesure 1 mètre de long. 
Il a deux dents creuses situées en avant de la mâchoire supérieure, chacune reliée à une glande à venin. Les crochets sont mobiles et ils se replient sur le palais lorsque le serpent a la gueule fermée.
Il se nourrit d'oiseaux, de lézards, de souris et de grenouilles.
Son mode de reproduction est ovovivipare.

## Le crotale de Wagler et l'homme

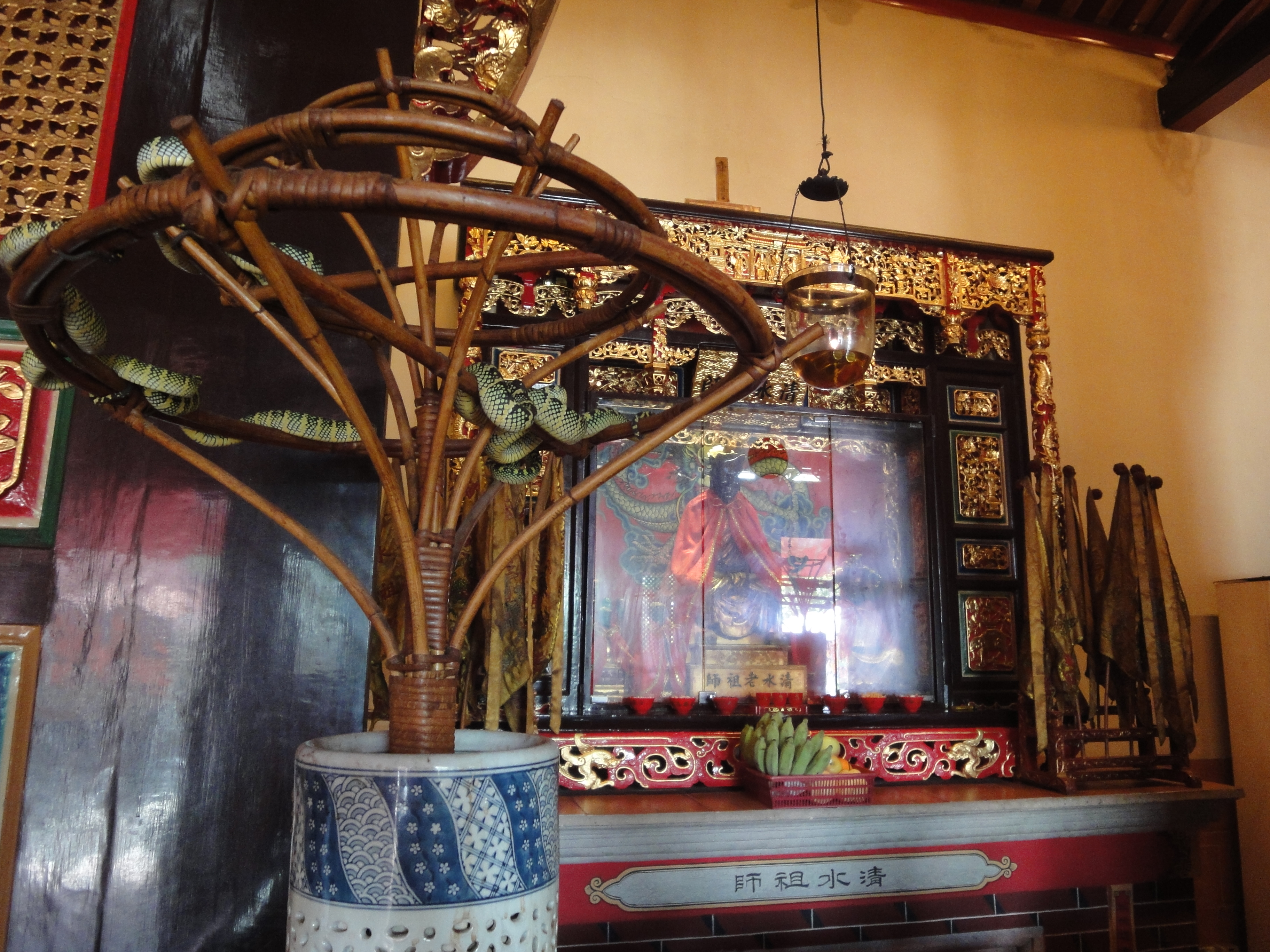
Le "temple étrange du Serpent, dans les faubourgs de Penang", temple décrit entre autres par le poète Pablo Neruda en 1929

C'est le célèbre serpent du temple aux serpents ou temple des nuages d'azur de Penang, en Malaisie.
La morsure du crotale de Wagler est douloureuse mais rarement mortelle pour l'homme. Son venin hémotoxique contenant des neurotoxines à la toxicité moyenne est normalement non mortel pour l'homme mais en cas de morsure il est primordial de se rendre immédiatement dans un lieu médicalisé pour recevoir le sérum antivenimeux existant.
Une crème de jour et de nuit pour la peau a été créée sur la base d'une molécule contenue dans le venin de cette vipère : elle réduirait, selon la société suisse qui commercialise ce produit, les rides et affermirait la peau comme le Botox.

## Étymologie
Cette espèce est nommée en l'honneur de Johann Georg Wagler.

## Publication originale
- Boie, 1827 : Bemerkungen über Merrem's Versuch eines Systems der Amphibien, 1. Lieferung: Ophidier. Isis von Oken, Jena, vol. 20, p. 508-566 (texte intégral)

## Galerie

Tropidolaemus wagleri, vipère des temples
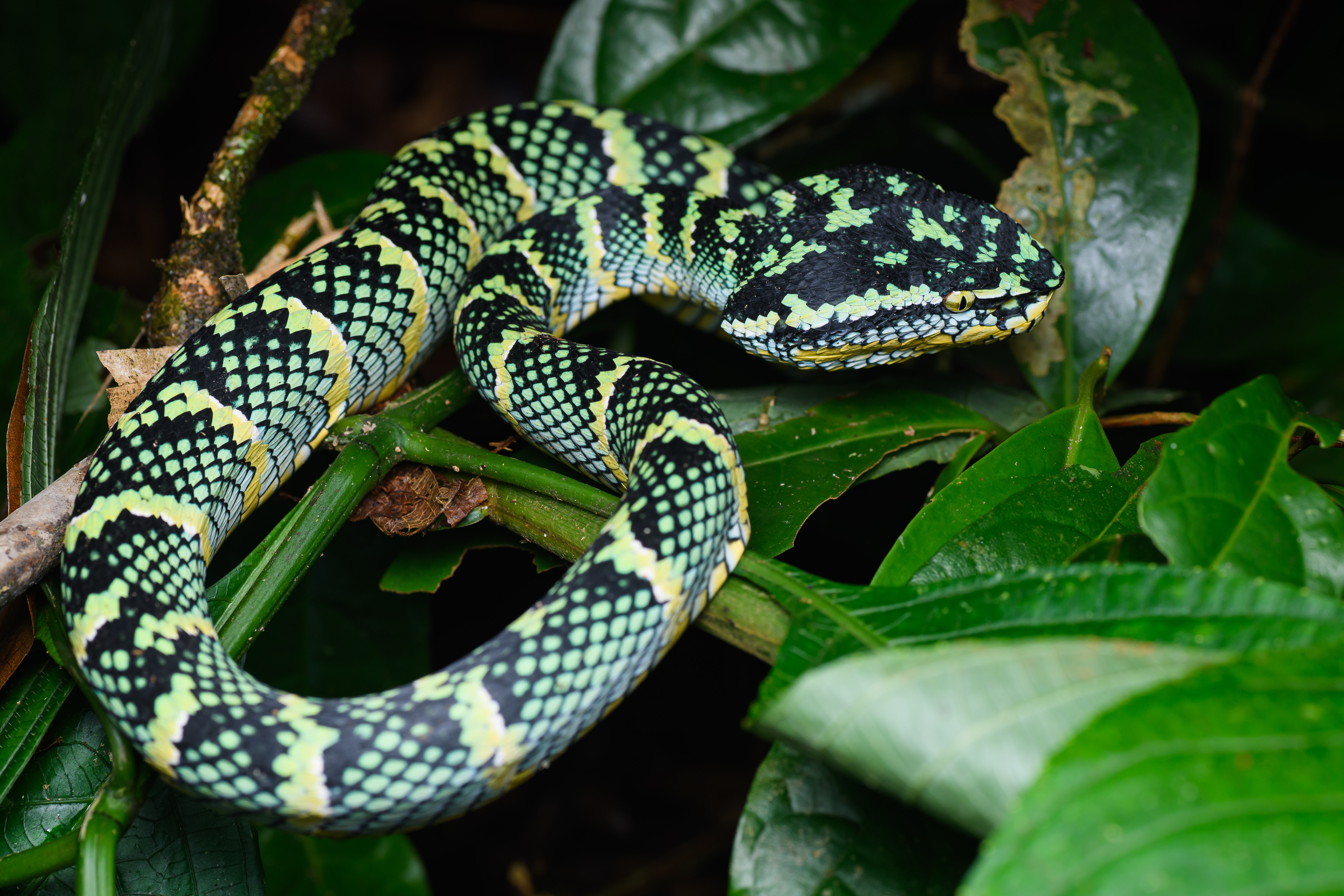
Femelle, parc national de Bang Lang, Thaïlande
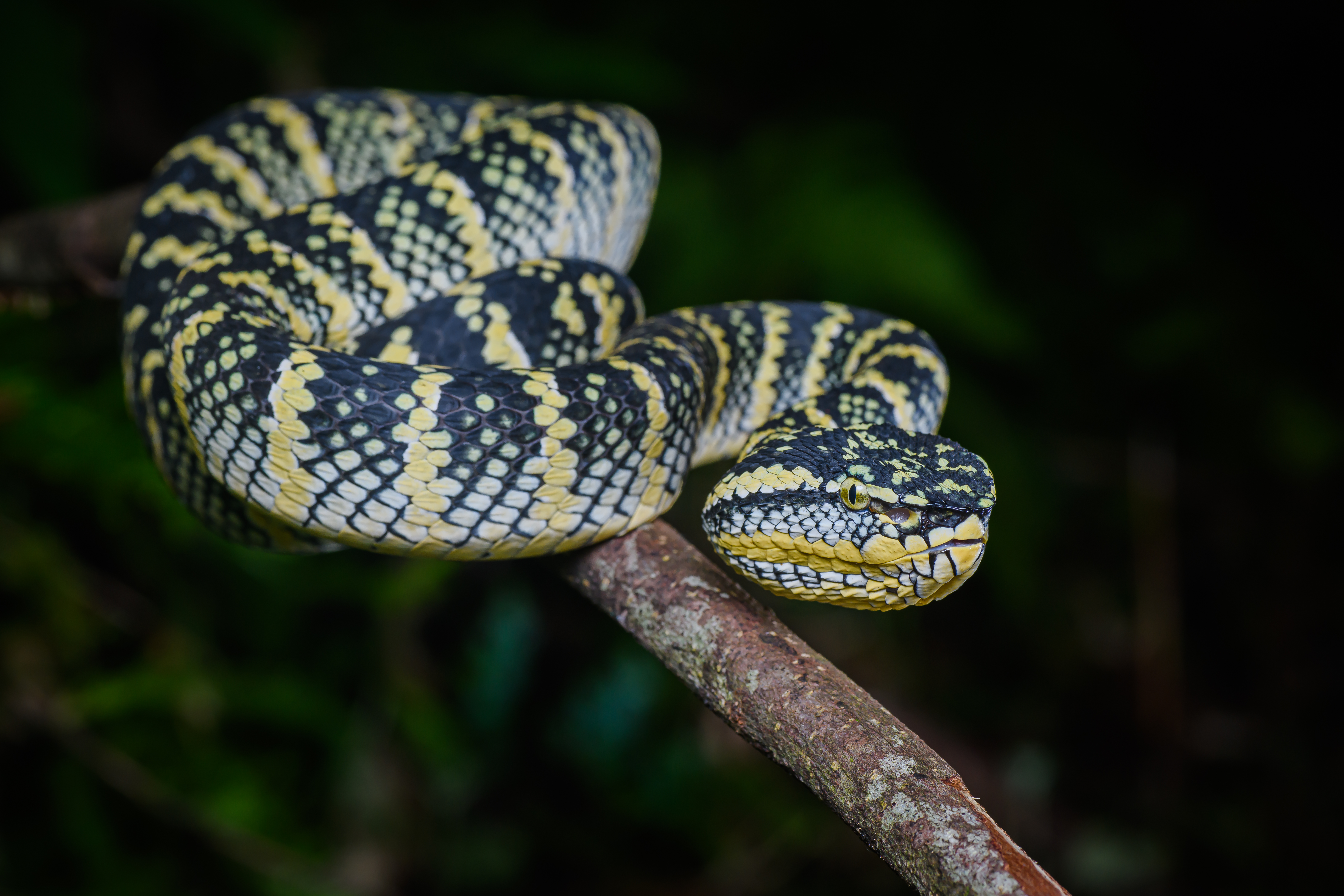
Femelle, parc national de Kui Buri, Thaïlande
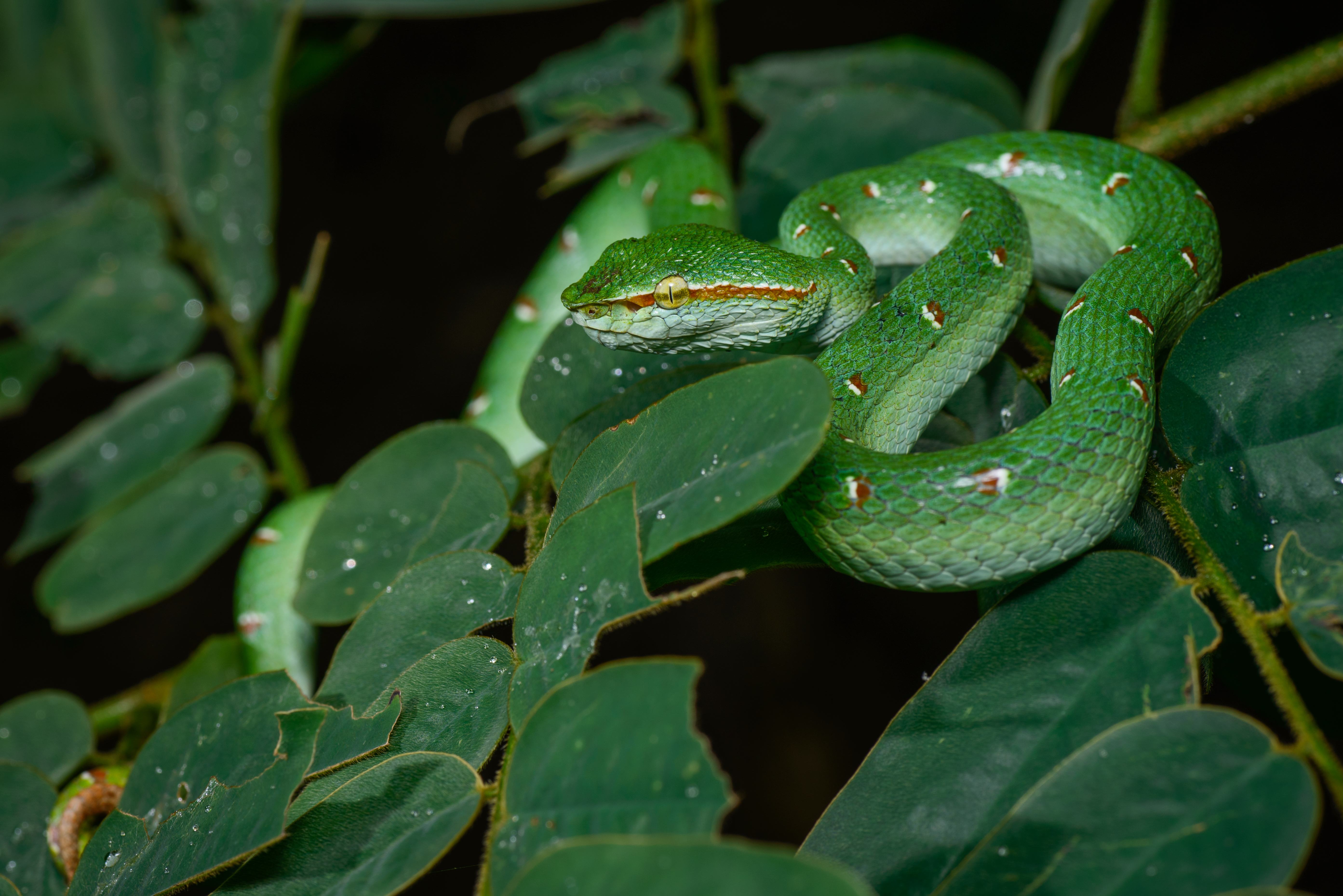
Mâle, parc national de Khao Sok, Thaïlande
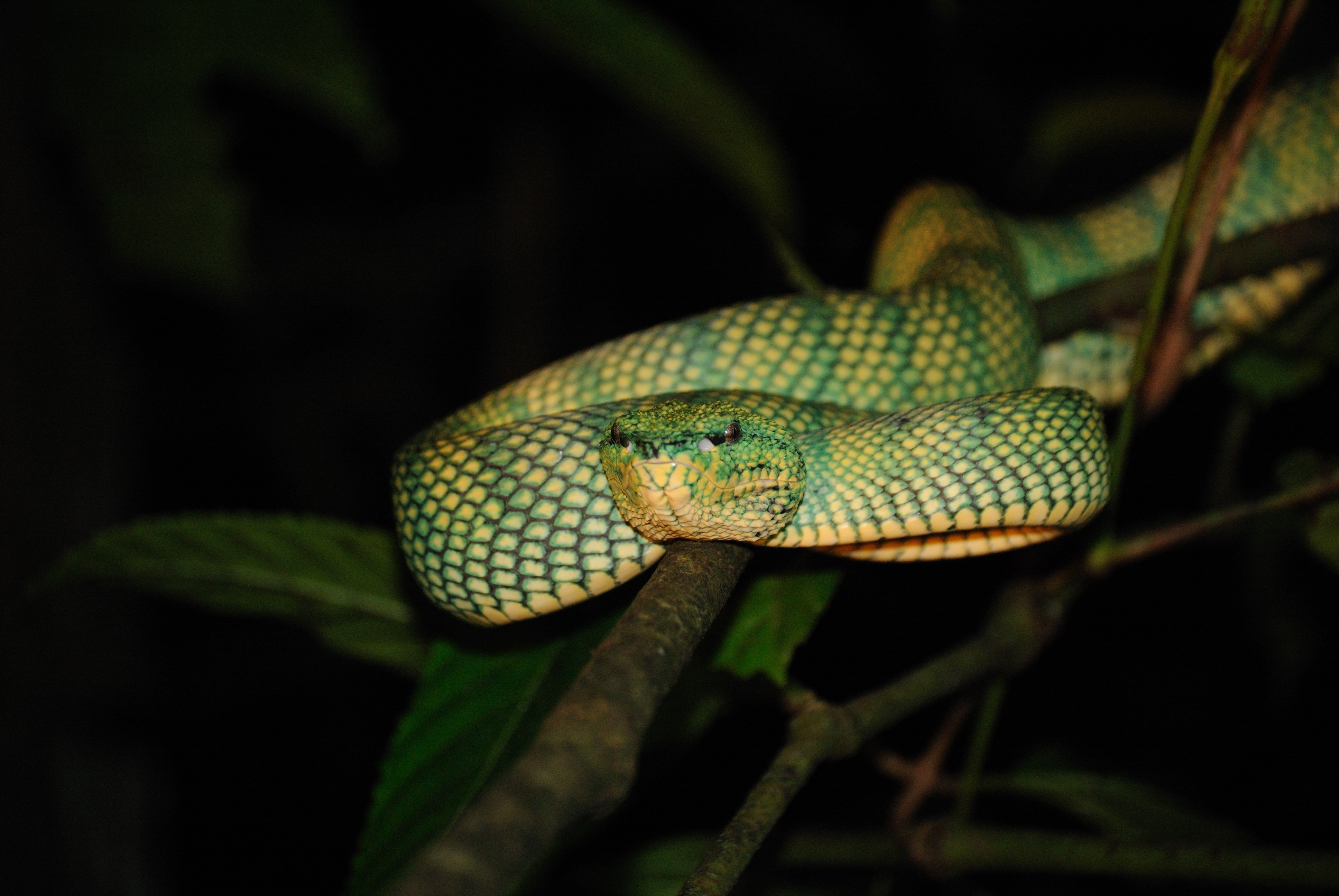
Parc national de Bako, Sarawak, île de Bornéo, Malaisie